# Luis Pérez Ortíz
Luis Pérez Ortíz   (Lleó, 6 d'agost de 1957) és un autor de còmics, il·lustrador i escriptor. Signa amb les inicials del seu nom LPO. Es va llicenciar en belles arts per la Universidad Complutense de Madrid el 1980 i en filosofia el 1986. Va començar fent còmic d'humor el 1975 a la revista El Cocodrilo en el seu número vuit. D'altres publicacions en les quals ha treballat són Madriz, M21 Magazine, la Residencia de Historietistas, TMEO i Mongolia entre d'altres. Als anys noranta es va dedicar a la il·lustració de premsa. És fill de l'artista Frutos.
El 2021 va guanyar el Premi Ara de còmic en català amb l'obra Cuelgamuros, on es documenta les condicions de vida d'alguns dels treballadors forçats a participar en la construcció del Valle de los Caídos.